# Vetlesen-Preis
Der Vetlesen-Preis (Vetlesen Prize) ist ein Preis für Geophysik und Geologie des Lamont-Doherty Earth Observatory der Columbia University. Er ist nach dem norwegischen Unternehmer und Philanthropen Georg Unger Vetlesen (1889–1959) benannt, dessen Stiftung den Preis finanziert.

## Preisträger
- 1960: Maurice Ewing, USA
- 1962: Harold Jeffreys, Großbritannien, und Felix Andries Vening-Meinesz, Niederlande
- 1964: Pentti Eskola, Finnland, und Arthur Holmes, Großbritannien
- 1966: Jan Hendrik Oort, Niederlande
- 1968: Albert Francis Birch, USA, und Edward C. Bullard, Großbritannien
- 1970: Allan V. Cox, USA, Richard Doell, USA, und Keith Runcorn, Großbritannien
- 1973: William Alfred Fowler, USA
- 1974: Chaim L. Pekeris, Israel
- 1978: John Tuzo Wilson, Kanada
- 1981: Marion King Hubbert, USA
- 1987: Wallace Smith Broecker, USA, und Harmon Craig, USA
- 1993: Walter Munk, USA
- 1996: Robert E. Dickinson, USA, und John Imbrie, USA
- 2000: W. Jason Morgan, USA, Walter C. Pitman, USA, und Lynn R. Sykes, USA
- 2004: William Richard Peltier, Kanada, und Nicholas Shackleton, Großbritannien
- 2008: Walter Alvarez, USA
- 2012: Susan Solomon, USA, Jean Jouzel, Frankreich
- 2015: Stephen Sparks, Großbritannien
- 2017: S. George Philander, USA, und Mark A. Cane, USA
- 2020: Anny Cazenave, USA
- 2023: David Kohlstedt, USA[1]